# Ed Carpenter
Pour les articles homonymes, voir Carpenter.
Ed Carpenter (né le 3 mars 1981 à Indianapolis, États-Unis) est un pilote automobile américain. Présent dans le championnat IndyCar Series depuis l'année 2003. Ed Carpenter a remporté sa 1re victoire aux Kentucky 300 le 2 octobre 2011 en combattant Dario Franchitti. 

## Résultats aux500 milesd'Indianapolis
| Année | Châssis | Moteur    | Départ | Arrivée | Équipe                   |
| ----- | ------- | --------- | ------ | ------- | ------------------------ |
| 2004  | Dallara | Chevrolet | 16     | 31      | Team Cheever (en)        |
| 2005  | Dallara | Toyota    | 26     | 11      | Vision Racing            |
| 2006  | Dallara | Honda     | 12     | 11      | Vision Racing            |
| 2007  | Dallara | Honda     | 14     | 17      | Vision Racing            |
| 2008  | Dallara | Honda     | 10     | 5       | Vision Racing            |
| 2009  | Dallara | Honda     | 17     | 8       | Vision Racing            |
| 2010  | Dallara | Honda     | 8      | 17      | Panther Racing           |
| 2011  | Dallara | Honda     | 8      | 11      | Sarah Fisher Racing      |
| 2012  | Dallara | Chevrolet | 28     | 21      | Ed Carpenter Racing (en) |
| 2013  | Dallara | Chevrolet | 1      | 10      | Ed Carpenter Racing (en) |
| 2014  | Dallara | Chevrolet | 1      | 27      | Ed Carpenter Racing (en) |
| 2015  | Dallara | Chevrolet | 12     | 30      | CFH Racing (en)          |
| 2016  | Dallara | Chevrolet | 20     | 31      | Ed Carpenter Racing (en) |
| 2017  | Dallara | Chevrolet | 2      | 11      | Ed Carpenter Racing (en) |
| 2018  | Dallara | Chevrolet | 1      | 2       | Ed Carpenter Racing (en) |
| 2019  | Dallara | Chevrolet | 2      | 6       | Ed Carpenter Racing (en) |
| 2020  | Dallara | Chevrolet | 16     | 26      | Ed Carpenter Racing (en) |
| 2021  | Dallara | Chevrolet | 4      | 5       | Ed Carpenter Racing (en) |